# Férfi 10 méteres szinkronugrás a 2014-es úszó-Európa-bajnokságon
A férfi 10 méteres szinkronugrást a 2014-es úszó-Európa-bajnokságon augusztus 20-án rendezték meg. Délelőtt a selejtezőt, délután pedig a döntőt.
A hazai közönség előtt szereplő Patrick Hausding, Sascha Klein páros megvédte címét a férfi szinkrontoronyugrók között. A 2008-as eindhoveni sikerük óta nem találtak legyőzőre.

## Eredmény
| Helyezés | Ország             | Versenyző                             | Selejtező | Selejtező | Döntő   | Döntő  |
| Helyezés | Ország             | Versenyző                             | Rangsor   | Pontok    | Rangsor | Pontok |
| -------- | ------------------ | ------------------------------------- | --------- | --------- | ------- | ------ |
| Arany    | Németország        | Patrick Hausding / Sascha Klein       | 1.        | 420,48    | 1.      | 461,46 |
| Ezüst    | Fehéroroszország   | Vadzim Kaptur / Jauheni Karaliu       | 3.        | 384,66    | 2.      | 421,80 |
| Bronz    | Ukrajna            | Olekszandr Bondar / Makszim Dolgov    | 4.        | 366,84    | 3.      | 415,17 |
| 4.       | Egyesült Királyság | Tom Daley / James Denny               | 2.        | 415,05    | 4.      | 403,74 |
| 5.       | Olaszország        | Francesco Dell'Uomo / Maicol Verzotto | 5.        | 352,38    | 5.      | 386,76 |